# Eau déminéralisée

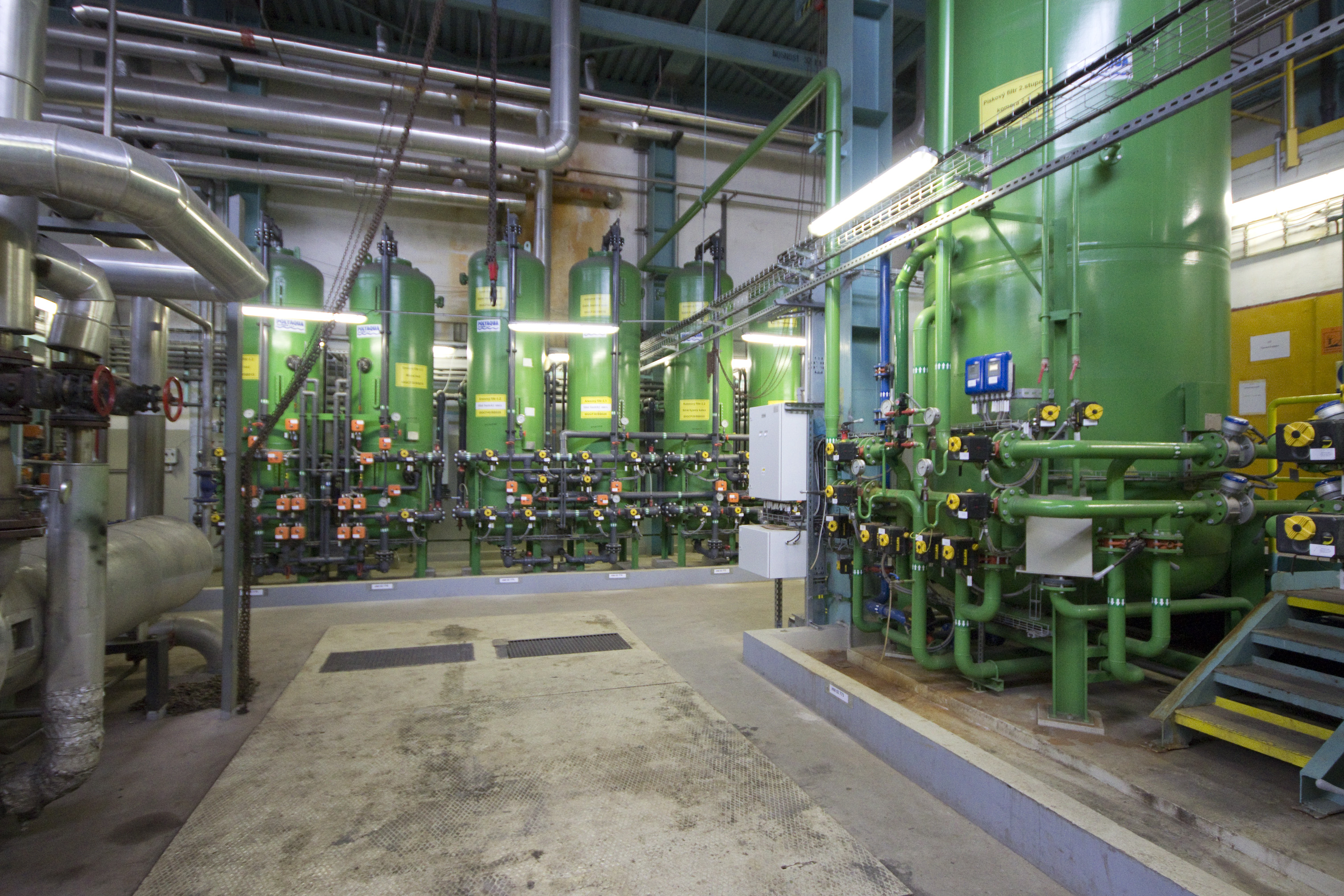
Préparation d'eau déminéralisée pour alimenter des chaudières.

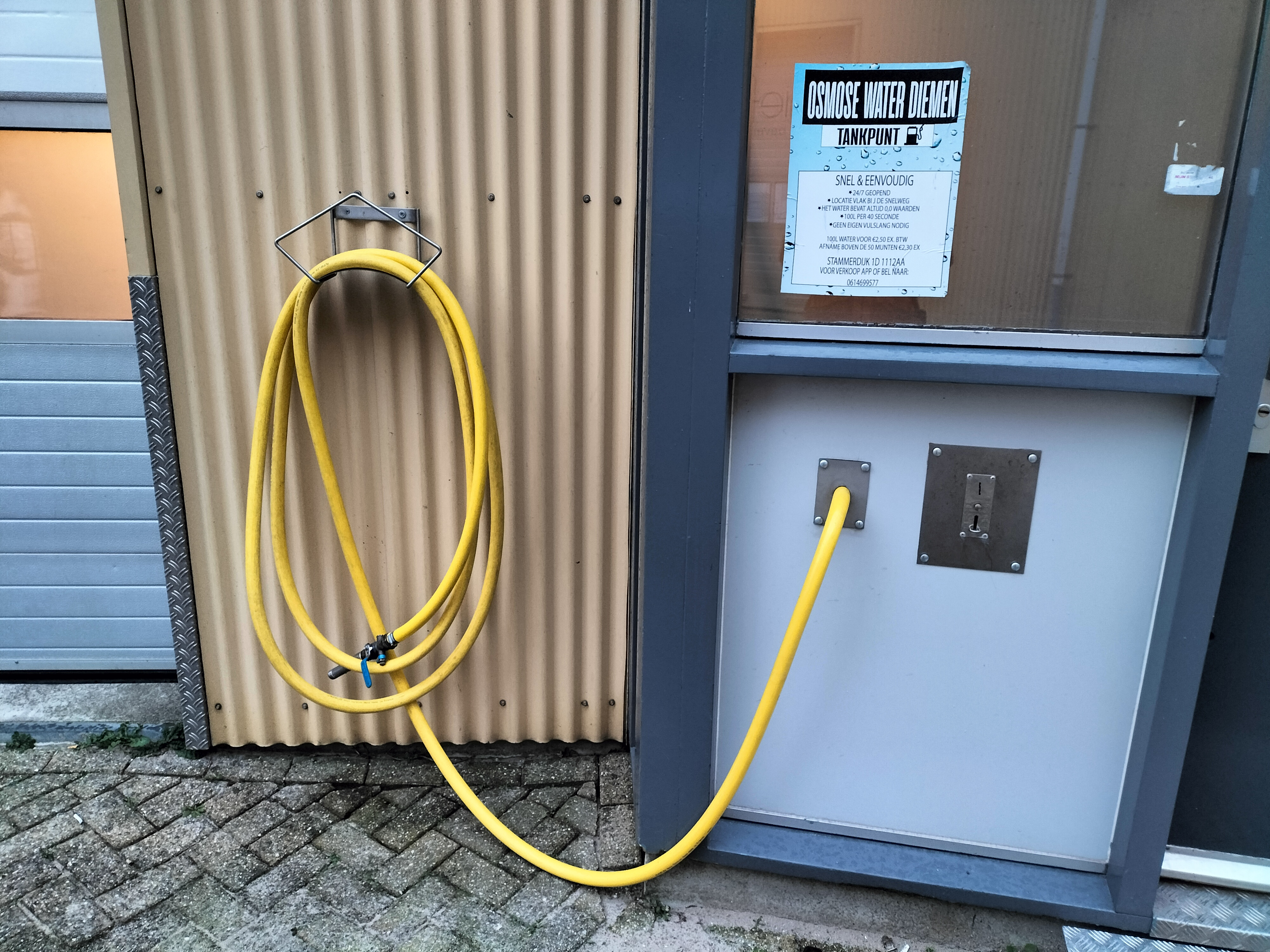
Distributeur d'eau déminéralisée pour laveurs de vitres.

L’eau déminéralisée est une eau qui, en principe, ne contient plus aucun ion en solution (tels que Ca2+ ou HCO3–...) ni, non plus, aucune substance minérale neutre dissoute (hydroxydes d'aluminium (Al(OH)3) ou de fer(III) (Fe(OH)3), silice dissoute (Si(OH)4)...), comme son nom le laisse croire. 
Ce terme est ambigu et porte à confusion. Au laboratoire, elle devrait systématiquement être appelée eau déionisée, si elle est obtenue par purification sur résines échangeuses d'ions, ou eau osmosée, si elle a été purifiée par le procédé d'osmose inverse qui élimine, également, les espèces minérales neutres et les substances organiques dissoutes.
Outre les espèces dissoutes neutres, l'eau désionisée peut encore contenir des substances organiques plus ou moins polaires (fonctions alcools, cétones...), de la matière organique dissoute ou encore des bactéries. Elle est qualifiée d'eau purifiée.

## pH
À température ambiante, le pH de l'eau déminéralisée fraîchement préparée sous atmosphère inerte (azote ou argon) devrait être d'environ 7. Cependant, lorsqu'elle s'équilibre avec le CO2 atmosphérique, son pH s'abaisse pour se stabiliser autour de 5,8.

## Utilisations courantes
Dans l'usage courant, l'eau déminéralisée est utilisée dans des applications où il convient d'éviter la formation de dépôts indésirables à la suite de l'évaporation de l'eau. C'est le cas, entre autres, pour l'eau des fers à repasser à vapeur ou l'eau de rinçage final des voitures dans les stations de lavage pour éviter de devoir essuyer les carrosseries.
On la retrouve dans les batteries au plomb, pour éviter la présence d'anions indésirables qui pourraient précipiter avec les ions de Pb2+, interférer avec la solution d'électrolyte ou dégrader les électrodes des batteries. Elle est aussi utilisée pour les chaudières à haute pression afin d'éviter l'entartrage des tubes de chauffe par le carbonate ou le sulfate de calcium notamment.